# Islas Sangihe

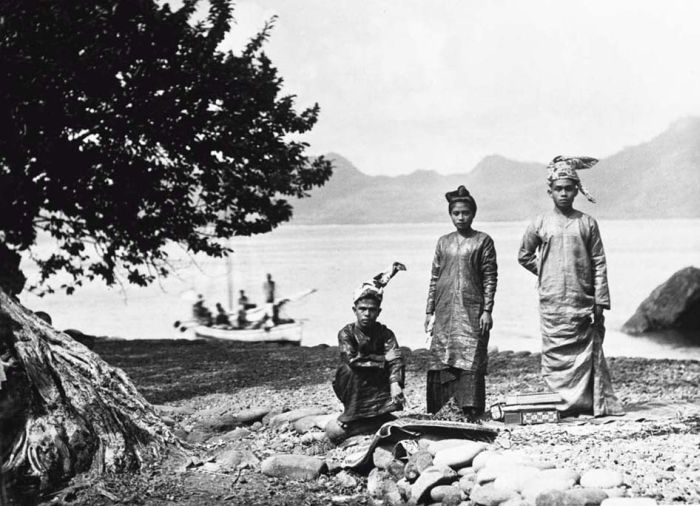
Los habitantes de las islas Sangir con atuendos tradicionales (ca. 1905)

Las islas Sangihe, también transcritas como Sangir, Sanghir o Sangi (en indonesio: Kepulauan Sangihe) son un grupo de pequeñas islas de Indonesia localizadas al norte de la gran isla de Célebes y al suroeste de la islas Talaud, entre el mar de Célebes —del que forman el límite oriental— y el mar de las Molucas, aproximadamente a medio camino entre Célebes y la isla de Mindanao, en las Filipinas. Las islas en conjunto tienen un total de 813 km², muchas de ellas con actividad volcánica, con suelos fértiles y montañas.
Los nativos de estas islas se llaman sangireses. Llegaron a las islas en el tercer milenio antes de Cristo, y eran probablemente una mezcla de australoides y negritos. En el primer milenio a. C. hubo otra invasión de pueblo austronesios desde el sur de Filipinas que se mezclaron con los nativos, desarrollaron la agricultura y empezaron a producir telas y cerámica. Muchos sangireses actuales son descendientes de esos pueblos.

## Descripción
Las islas constituyen dos regencias en el norte de Indonesia, la regencia de las islas Sangihe (con capital en Tahuna y 129.609 hab. en 2008) y la regencia de las islas Sitaro (formada el 2 de enero de 2007, con capital en Ondong y 64.987 hab.).
Las islas principales del grupo son, de norte a sur, Sangir Besar (o isla Gran Sangir), Siau (o Siao), Tahulandang y Biaro. Otras islas menores son Bangka, Buhias, Kalama, Karakitang, Para, Talise y Manadotua. La isla más grande es Sangir Besar y tiene un volcán activo, el monte Awu (1.320 metros). Tahuna es la principal ciudad y puerto, y acoge también el único aeropuerto de las islas, el aeropuerto de Naha, servido por Merpati Nusantara Airlines una vez por semana.
Si se agrupan las islas Talau junto con las Sangihe, hay 77 islas en los archipiélagos Talaud-Sangihe, de los cuales 56 están habitadas. La población total de las islas Talaud y Singihe fue de 209.574 en 2010.
La región es sacudida periódicamente por grandes terremotos y erupciones volcánicas, ya que la placa Sangihe (nombrada por el arco de islas) es una placa tectónica muy activa.
El área quedó bajo control neerlandés en 1677, y se convirtió en parte de Indonesia cuando se declaró la independencia de los Países Bajos en 1945.
La lengua sangir se habla en las islas y es una de las lenguas austronesias que también se habla en algunas islas de las Filipinas, y en el extremo norte de Célebes.

## Fauna
En las islas hay algunas destacadas especies endémicas, como el tarsero de Sangihe y el tarsero de la isla Siau (Tarsius tumpara), dos especies de pequeños primates, y otras especies como el lori de las Sangihe o lori rojo y azul y bastantes de coleópteros (Cyclommatus metallifer sangirensis, Prosopocoilus bruijni bruijni, Prosopocoilus girafa nishikawai, Odontolabis dalmani celebensis).